# Facelinidae
Die Facelinidae sind eine Familie der Fadenschnecken in der Unterordnung der Nacktkiemer. Es handelt sich um meist kleine bis mittelgroße, ausschließlich marine gehäuselose Schneckenarten, die vor allem Hydrozoen fressen.

## Merkmale
Die Facelinidae haben lange, bewegliche Mundfühler und auffällige Fühler am Propodium. Die oberhalb am Kopf sitzenden Fühler, die Rhinophoren, sind meist lamelliert, manchmal warzig und selten glatt. Der Rücken ist mit Gruppen von Cerata überzogen, in die wie bei anderen Fadenschnecken Ausläufer der Mitteldarmdrüse führen, welche sich unregelmäßig verzweigen. Die Ausläufer enden in s. g. Nesselsäcken, auch Cnidosäcke genannt, in denen die Nesselkapseln der gefressenen Nesseltiere gespeichert werden und der Verteidigung der Schnecken gegen Fressfeinde dienen.
Die Zähne der einreihigen Radula haben einen hervorstehenden Höcker und eine Reihe von Zähnchen. Die Kiefer können eine glatte Schneide haben oder auch eine Reihe von Zähnchen tragen. Der After mündet zwischen den vordersten Reihen der Cerata an der rechten Körperseite, in welche die Ausläufer des vorderen linken Lappens der Mitteldarmdrüse führen.
Wie andere Fadenschnecken sind die Facelinidae Zwitter. Der Penis ist meist unbewehrt, in wenigen Fällen mit Stacheln oder Haken versehen. Die Schnecken haben meist ein Receptaculum seminis, manchmal auch zwei. Die Schnecken begatten sich gegenseitig und legen ihre Eier in langen Eischnüren ab, in deren durchsichtiger Hülle man die zahlreichen Eier sieht. Aus diesen schlüpfen zahlreiche Veliger-Larven, die sich von Plankton ernähren und nach einer längeren pelagischen Phase zu kleinen Fadenschnecken metamorphosieren.
Die Facelinidae fressen Nesseltiere, vor allem Hydrozoen-Polypen. Manche fressen auch andere Nacktkiemer.

## Einige Arten
Zu den Facelinidae gehören unter anderen die Drummonds Fadenschnecke (Facelina bostoniensis), die Favorinus-Fadenschnecke (Favorinus branchialis), die Schwarzgepunktete Fadenschnecke (Caloria elegans), die Wander-Fadenschnecke (Cratena peregrina) und die Große Orangerote Fadenschnecke (Dondice banyulensis).

## Systematik
Nach Bouchet und Rocroi (2005) ist die Familie Facelinidae eine von vier Familien in der Überfamilie Aeolidioidea. Sie unterteilen die Familie in fünf Unterfamilien:
- Facelininae Bergh, 1889[2] – Synonyme: Caloriidae Odhner, 1968; Phidianidae Odhner, 1968; Pruvotfoliinae Tardy, 1970
  - Facelina Alder & Hancock, 1855
  - Caloria Trinchese, 1888
  - Facelinopsis
  - Pruvotfolia Tardy, 1969
    - Pruvotfolia pselliotes

  - Moridilla Bergh, 1888 mit der einzigen Art Moridilla brockii ist ein zweifelhafter Name (nomen dubium).
- Babakininae Roller, 1973[3] – Synonym: Babainidae Roller, 1972 (Homonym, ungültig)[4]
  - Babakina Roller, 1973 – Synonym: Babaina Roller, 1972 (Homonym, ungültig)
- Crateninae Bergh, 1889[5] – Synonym: Rizzoliinae Odhner, 1939 (inv.)
  - Amanda Macnae, 1954
  - Cratena Bergh, 1864
- Favorininae Bergh, 1889[6] – Synonyme: Myrrhinidae Bergh, 1905; Phyllodesmiinae Thiele, 1931; Facalaninae Er. Marcus, 1958[7]
  - Dicata Schmekel, 1967
  - Dondice Marcus, 1958
  - Favorinus M.E. Gray, 1850
  - Godiva Macnae, 1954
  - Hermissenda Bergh, 1879
  - Phyllodesmium Ehrenberg, 1831 (1828)
  - Rolandia Pruvot-Fol, 1951
  - Sakuraeolis Baba, 1965
- Herviellinae Burn, 1967[8]
  - Herviella  Baba, 1949
- Pteraeolidiinae Risbec, 1953[9]
  - Pteraeolidia Bergh, 1875

Gosliner, Gonzáles-Duarte und Cervera (2007) gewähren der bisherigen Unterfamilie Babakininae mit der einzigen Gattung Babakina den Status einer eigenen Familie Babakinidae.